# Крангу (Валча)
Крангу (рум. Crângu) насеље је у Румунији у округу Валча у општини Скунду. Oпштина се налази на надморској висини од 267 m.

## Становништво
Према подацима из 2002. године у насељу је живело 377 становника, од којих су сви румунске националности.